# Christine Gosden
Christine Lorraine Gosden (York, 17 novembre 1939) è un'ex nuotatrice britannica.
Specializzata nella rana, ha partecipato ai Giochi di Melbourne 1956 e di Roma 1960, gareggiando, nei 200m rana.
Ai Campionati europei del 1958, ha vinto 1 bronzo nella Staffetta 4x100m mista.